# Syodon
Syodon (griech. Schweinezahn aus σῦς "Schwein" und ὀδούς "Zahn") war eine Gattung kleiner bis mittelgroßer, wahrscheinlich omnivorer Therapsiden (frühe Verwandte der heutigen Säugetiere) aus dem späten Guadalupium (Capitanium) in Russland. Die Erstbeschreibung der Typusart Syodon biarmicum verfasste der russische Wissenschaftler Stepan Semjonowitsch Kutorga anhand eines einzelnen Fangzahns.
Die Fossilien der Typusart stammen aus dem Kupfersandstein des westlichen Ural, weitere Exemplare wurden in der Nähe von Ischejewo in der russischen Republik Tatarstan gefunden. Der russische Paläontologe Juri Alexandrowitsch Orlow beschrieb 1940 eine weitere Art, Syodon efremovi, welche jedoch nur unzureichend überliefert ist und wahrscheinlich ein Synonym von Syodon biarmicum oder ein juveniles Exemplar von Titanophoneus darstellt.

## Körperbau
Syodon biarmicum ist mit zwei Schädeln erhalten, einer davon mit Unterkiefer und verschiedenen postcranialen Elementen. Der Schädel besaß eine Länge von 22 Zentimetern, aufgrund dessen wird die Gesamtkörperlänge des Tieres auf ca. 1,2 Meter geschätzt. 
Die Augenhöhlen waren recht groß, was auf ein nachtaktives Tier schließen lässt. Die Schläfenöffnungen ähnelten denen des Titanophoneus mit einem großen und dicken Postorbitale für die Anheftung der Adduktorenmuskulatur. Die Öffnung des Scheitelauges saß auf einer Verdickung, die aus Stirnbein und Scheitelbein gebildet wurde.
Einige gefundene Rückenwirbel deuten darauf hin, dass außer der unterschiedlichen Größe nur geringe anatomische Unterschiede zu Titanophoneus bestanden. Die schlanken Oberschenkelknochen zeigen die charakteristischen Merkmale der Brithopodidae und unterscheiden sich bereits deutlich von denen der Pelycosaurier.
Die charakteristischen Fangzähne waren abgerundet und gebogen. Sie erinnerten bereits stark den Hauzähnen von Säugetieren, was schon Kutorga erkannte. Kutorga war damit der erste, der auf die Ähnlichkeiten zwischen Therapsiden und den modernen Säugetieren hinwies.
Syodon war eng verwandt mit dem in Südafrika gefundenen Australosyodon.

## Synonyme
Cliorhizodon (Twelvetrees, 1880) und Deuterosaurus seeleyi (Nopcsa) sind Juniorsynonyme von Syodon. Notosyodon (Tschudinow, 1968) ist wahrscheinlich ebenfalls ein Synonym von Syodon.